# نرم افزار شبکه عصبی
نرم‌افزار شبکه عصبی برای شبیه‌سازی، تحقیق، توسعه و کاربرد شبکه‌های عصبی مصنوعی، مفاهیم نرم‌افزاری اقتباس شده از شبکه‌های عصبی بیولوژیکی و در برخی موارد، مجموعه وسیع تری از سیستم‌های انطباق یافته مانند هوش مصنوعی و یادگیری ماشین استفاده می‌شود.
شبیه‌سازهای شبکه عصبی برنامه‌های نرم‌افزاری هستند که برای شبیه‌سازی رفتار شبکه‌های عصبی مصنوعی یا بیولوژیکی استفاده می‌شوند. آنها روی یک یا تعداد محدودی از انواع خاص شبکه‌های عصبی متمرکز هستند. آنها معمولاً مستقل می‌باشند و برای تولید شبکه‌های عصبی عمومی که بتوانند در سایر نرم‌افزارها ادغام شوند، در نظر گرفته نشده‌اند. شبیه‌سازها معمولاً نوعی فرایند داخلی برای نظارت بر روند آموزش دارند. برخی شبیه‌سازها همچنین فرایند ساختار فیزیکی شبکه عصبی را مشخص می‌کنند.

## شبیه‌سازهای تحقیقاتی

شبیه‌ساز شبکه عصبی تحقیق SNNS

از لحاظ بررسی تاریخی، رایج‌ترین نوع نرم‌افزار شبکه عصبی برای تحقیق در مورد ساختارها و الگوریتم‌های شبکه عصبی در نظر گرفته شده بود. هدف اصلی این نوع نرم‌افزارها، از طریق شبیه‌سازی، درک بهتر رفتار و خصوصیات شبکه‌های عصبی است. امروزه در مطالعه شبکه‌های عصبی مصنوعی، شبیه‌سازها عمدتاً توسط محیط‌های توسعه یافته مبتنی محور مولفه به عنوان سیستم تحقیق جایگزین شده‌اند.
شبیه‌سازهای شبکه عصبی مصنوعی که معمولاً مورد استفاده قرار می‌گیرند شامل: Stuttgart Neural Network Simulator (SNNS) , Emergent و Neural Lab هستند.
بدین صورت، با توجه به مطالعه شبکه‌های عصبی بیولوژیکی، نرم‌افزار شبیه‌سازی تنها روش موجود می‌باشد. در چنین شبیه‌سازهایی، خواص بیولوژیکی و شیمیایی فیزیکی بافت عصبی و همچنین تکانه‌های الکترومغناطیسی بین سلولهای عصبی مورد مطالعه قرار می‌گیرند.
شبیه‌سازهای شبکه بیولوژیکی که معمولاً مورد استفاده قرار می‌گیرند شامل Neuron , GENESIS , NEST و Brian است.

## شبیه‌ساز تجزیه و تحلیل داده‌ها
بر خلاف شبیه‌سازهای تحقیقاتی، شبیه‌سازهای تجزیه و تحلیل داده‌ها برای کاربردهای عملی شبکه‌های عصبی مصنوعی در نظر گرفته شده‌اند. تمرکز اصلی آنها در داده کاوی و پیش‌بینی است. شبیه‌سازهای تجزیه و تحلیل داده‌ها معمولاً نوعی از قابلیت‌های پیش پردازش را دارند. بر خلاف محیط‌های توسعه عمومی تر، شبیه‌سازهای تجزیه و تحلیل داده‌ها از یک شبکه عصبی استاتیک نسبتاً ساده استفاده می‌کنند که می‌تواند پیکربندی شود. اکثر شبیه‌سازهای تجزیه و تحلیل داده‌ها در بازار از شبکه‌های پس انتشار یا نگاشت‌های خودسازمانده به عنوان هسته اصلی خود استفاده می‌کنند. مزیت این نوع نرم‌افزار آسان بودن استفاده از آن است. طراح عصبی یک نمونه از یک شبیه‌ساز تجزیه و تحلیل داده‌است.